# بوئینگ استرالیا
هولدینگ بوئینگ استرالیا یا به صورت ساده بوئینگ استرالیا بزرگترین زیرمجموعه بوئینگ در خارج از ایالات متحده است. این شرکت که در سال ۲۰۰۲ تأسیس شد، بر هفت شرکت تابعه کاملاً تحت مالکیت خود نظارت می‌کند و تجارت و عملیات بوئینگ را در استرالیا یکپارچه و هماهنگ می‌کند.
بوئینگ از طریق محصولات و خدمات خود نقشی مهمی در صنعت هوافضای استرالیا ایفا کرده‌است و دارای ۳۰۰۰ کارمند در ۳۸ مکان در هر ایالت و قلمرو به جز تاسمانی است. با سرمایه‌گذاری بیش از ۸۰۰ میلیون دلاری، بوئینگ تقریباً ۴۰۰ میلیون دلار درآمد از طریق صادرات محصولات و خدمات تجاری و دفاعی برای استرالیا ایجاد نموده‌است.

## یادداشت
1. ↑  Boeing Australia Holdings Pty Ltd
2. ↑  Boeing Australia